# Quivisianthe papinae
Quivisianthe papinae är en tvåhjärtbladig växtart som beskrevs av Henri Ernest Baillon. Quivisianthe papinae ingår i släktet Quivisianthe och familjen Meliaceae. Inga underarter finns listade i Catalogue of Life.